# Альтенбекен
Альтенбекен (нім. Altenbeken) — громада в Німеччині, знаходиться в землі Північний Рейн-Вестфалія. Підпорядковується адміністративному округу Детмольд. Входить до складу району Падерборн.
Площа — 76,22 км2. Населення становить 9105 ос. (станом на 31 грудня 2020).

## Географії

### Адміністративний поділ
Громада  складається з 3 районів:
- Альтенбекен
- Буке
- Шванай